# نادي مضيفي ثانوية أوران
نادي مضيفي ثانوية أوران (桜蘭高校ホスト部 أوران كوكو هوسُتو كُرابو) هو اسم سلسلة مانغا من تأليف بيسكو هاتوري وسلسلة أنمي عُرِضت في اليابان من أبريل 2006 إلى سبتمبر من العام ذاته.

## الشخصيات

### نادي المضيفين
- هاروهي فوجيوكا (藤岡ハルヒ)

هي فتاة ذكية جدا تبدوا كالفتيان حصلت على منحة دراسية استثنائية في أكاديمية اوران وهي مدرسة أشبه بالقصر مخصصة للأغنياء جدا لكن بفضل ذكاء هاروهي تمكنت من الحصول على المنحة الوحيدة ذات يوم كانت تبحث عن مكان هادئ للقراءة فدخلت غرفة مسيقى غير مستخدمة وعندما دخلت وجدت مجموعة من الفتيان يقدمون نادي للضيافة وبالصدفة تكسر هاروهي مزهرية سعرها 8 ملايين ين وتصبح مدينة للنادي وأجبر على العمل هناك المشكلة أنهم لا يعرفون وقتها انها فتاه وفي نهاية الحلقة الأولى يكتشفون ذلك ومع هذا تستمر في تمثيل دور الصبي بمساعدتهم
- تاماكي سأو (須王環)

تماكي شاب وسيم ومغرور ومضحك وهو الذي أسس نادي اوران للضيافة شاب حساس جدا ذو مشاعر جياشة، يحب هاروهي ودائما يناديها بأبنته ينزعج من تصرفات التوأم هيكارو وكاورو وهما يزعجانه بقولهما أنهم مع هاروهي في نفس الصف يتميز تاماكي بأنه عندما يرى أحد عنده مشكلة لا يتركها حتى يحلها ولديه موهبة مميزة ورائعة في العزف على البيانو
- كيويا أوتوري (鳳鏡夜)

كيويا-سينباي هو نائب تاماكي وهو شاب وسيم وذكي وهادئ جدا وهو المسؤول عن النادي بشكل كامل من النفقات والأدوات لديه طبع شرير يرتدي النظارات ويحمل دفتر طوال الوقت ليسجل الملاحظات
- هيكارو هيتاتشين (常陸院光) وكاورو هيتاتشين (常陸院馨)

هما توأمان متشابهان جدا ولا يميز أحد بينهما رغم ان احدهم يسرح شعره لليمين والأخر لليسار يدرسون في نفس فصل هاروهي ودائما ما يغضبان تاماكي بذلك هما مضحكان إلى أقصى الحدود يمكن القول أنهم وتاماكي الثلاثي الكوميدي في هذا الأنمي وهما لا مباليين نوعا ما في الماضي كانا منعزلين على العالم ولا يكلمان أحد حتى انضموا إلى نادي اوران للضيافة فأصبح اجتماعيين أكثر وهما دائما معا ومشاغبان ويزعجان الجميع خصوصا تاماكي
- ميتسوكوني هانينوزوكا (埴之塚光邦)

يدعونه ب هوني-سينباي وهو لطيييييف جدا يبدوا انه طفل في الروضة رغم انه طالب في السنة الثالثة الثانوية يتصرف كالأطفال ويحب الكعك لا يأكل إلا الكعك ينهي واحدة يحضرون له الأخرى وهو لطيف مع الجميع ومع ذلك هو يجيد الكيدو وكان بطل القتال في المدرسة المتوسطة ولديه دمية ارنب يحملها معه اينما ذهب
- تاكاشي مورينوزوكا (銛之塚崇)

يدعونه ب موري-سينباي هو شاب طويل قليل الكلام ولكنه شخص طيب القلب وهادئ جداً وهو زميل هوني-سينباي لكنه يتصرف مثل حارسه الشخصي ( لانه يقرب له) اينما كان هوني تجد موري هما دائما معا موري-سينباي أيضا يجيد الكيدو وفاز في البطولة الوطنية عندما كان في الأعدادية ويحمي هوني من أي شيء قد يصيبه ولا يسمح لأحد بأزعاجه ويلوم نفسه إذا حصل شيء سيء ل هوني
```
* «'ريجي'» ريجي فتاه كانت تعيش في فرنسا ظهرت في الحلقة الرابعة وهي مهوسة بألعاب الفيديو ومعجبة ب كيوويا-سينباي لأنه يشبه شخصية لعبتها المفضلة بارعة في تحليل الشخصيات وتغيرها أصبحت المديرة النسائية لنادي الضيافة تظهر فجأة من تحت الأرض تقول ما تريد وتعود تحت الأرض مجددا وهي مخيفة بعض الشيء عندما تصرخ لذلم ينفذ الجميع تعليماتها ومع ذلك هي قليلة الظهور نسبيا
```

وهناك شخصيات أخرى نادرة الظهور مثل
نيكازوا-سينباي وهو ساحر اسود
تكاواجي شيرو وهو ولد في الأبتدائية متدرب تماكي وهو مغرو بعض الشيء وصرح جدا

## روابط خارجية
- نادي مضيفي ثانوية أوران على موقع ANN manga (الإنجليزية)